# Musée du peuple juif - ANU

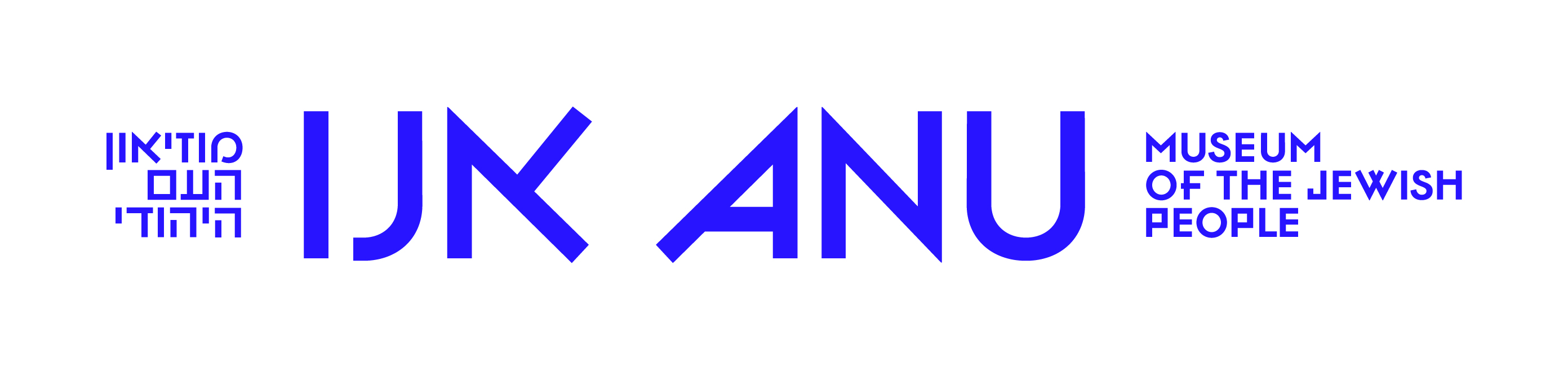
Logo.

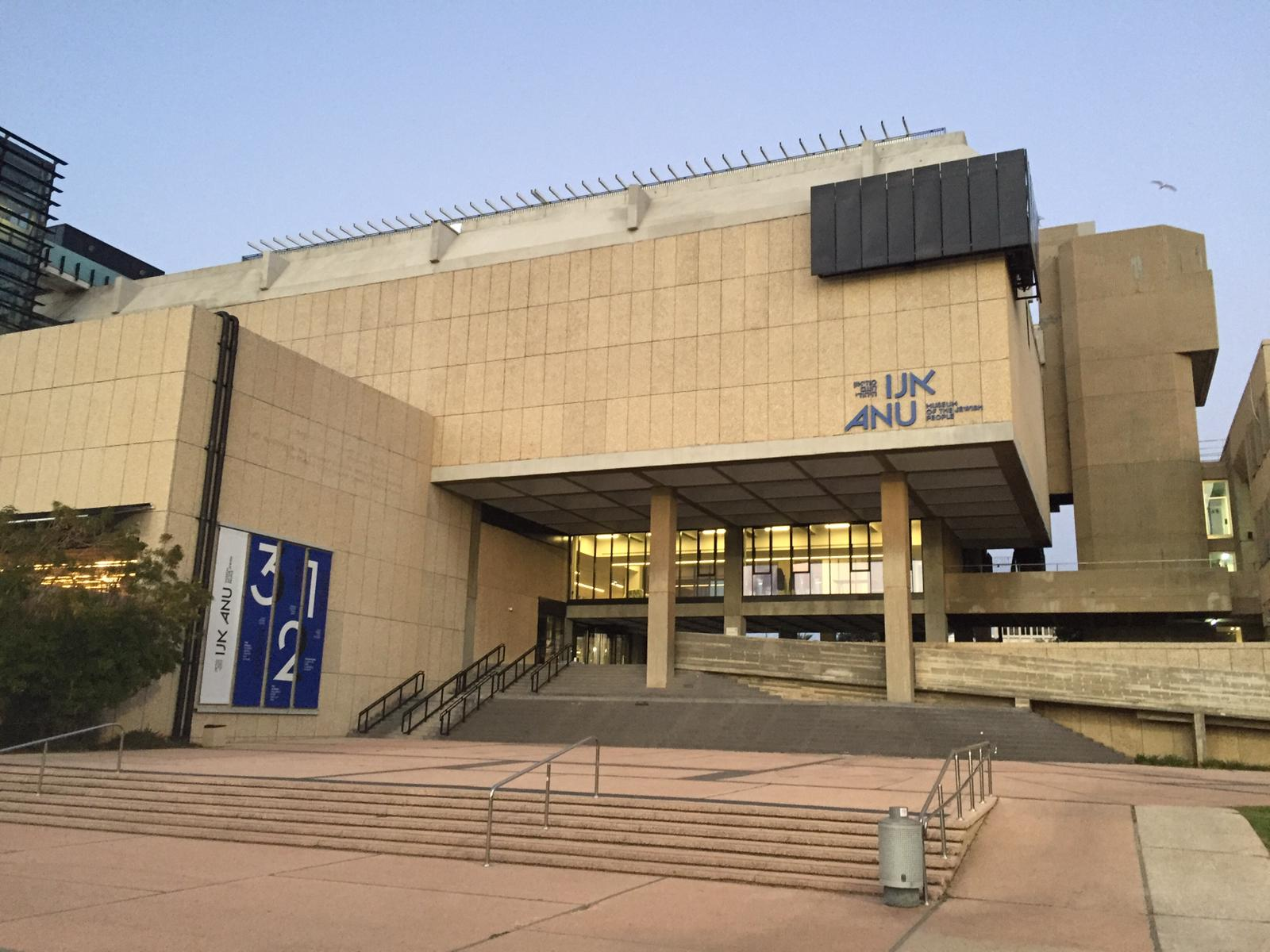
Entrée du musée du peuple juif - ANU en 2021.

Le musée du peuple juif - ANU (anciennement musée de la diaspora juive - Nahum-Goldmann, ou Beth Hatefutsoth, en hébreu בית התפוצות, « la maison de la diaspora »), est une institution muséale consacrée au peuple juif et à son histoire et située sur le campus de l'université de Tel Aviv.
À travers ses programmes éducatifs, l’institution s’efforce de rapprocher le peuple juif de ses racines et de renforcer son identité juive. Le musée présente un récit de la culture, la foi, la détermination et l'action juives à travers le prisme de l'histoire juive.

## Histoire

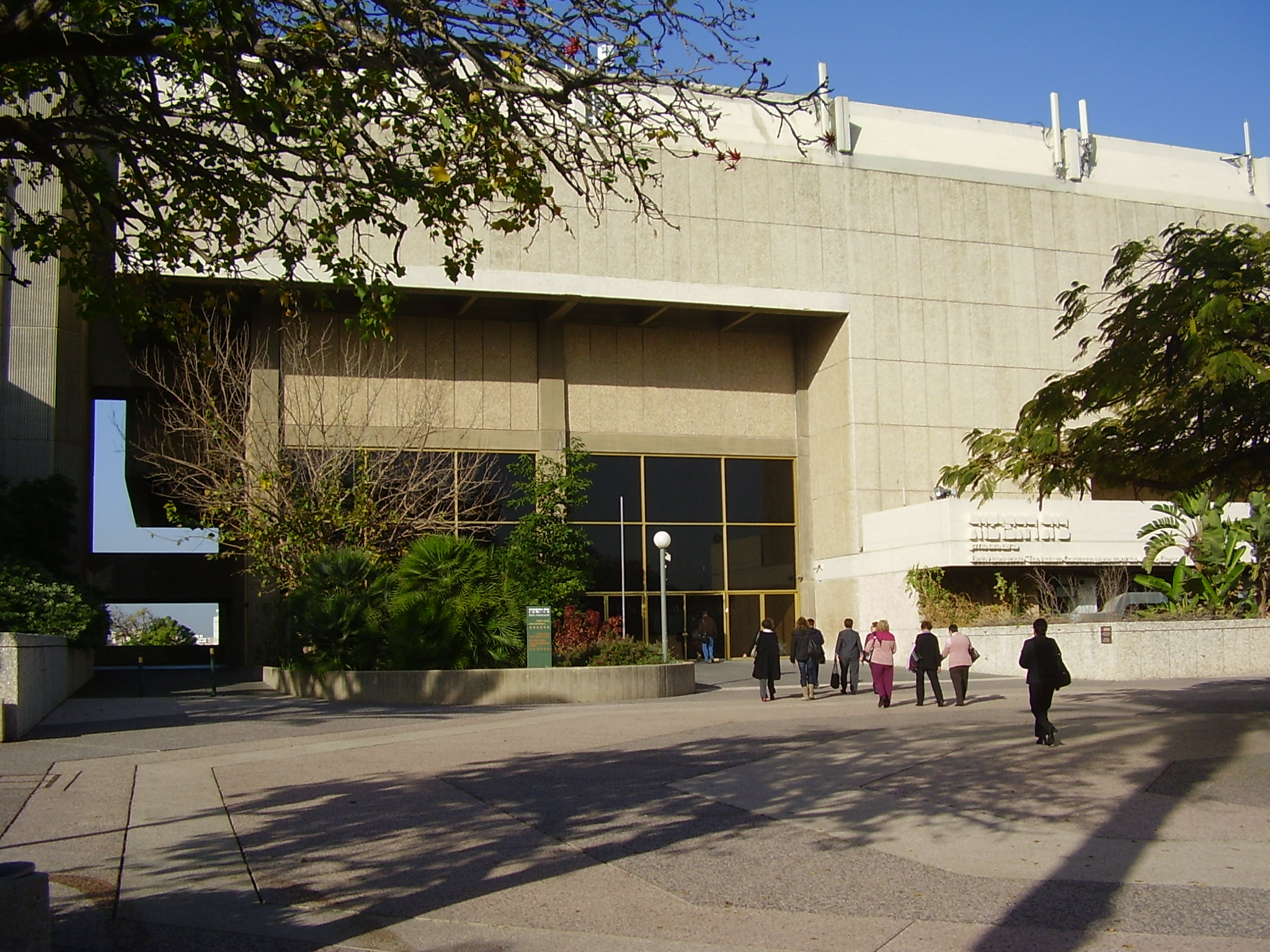
Musée de la diaspora juive - Nahum-Goldmann en 2010.

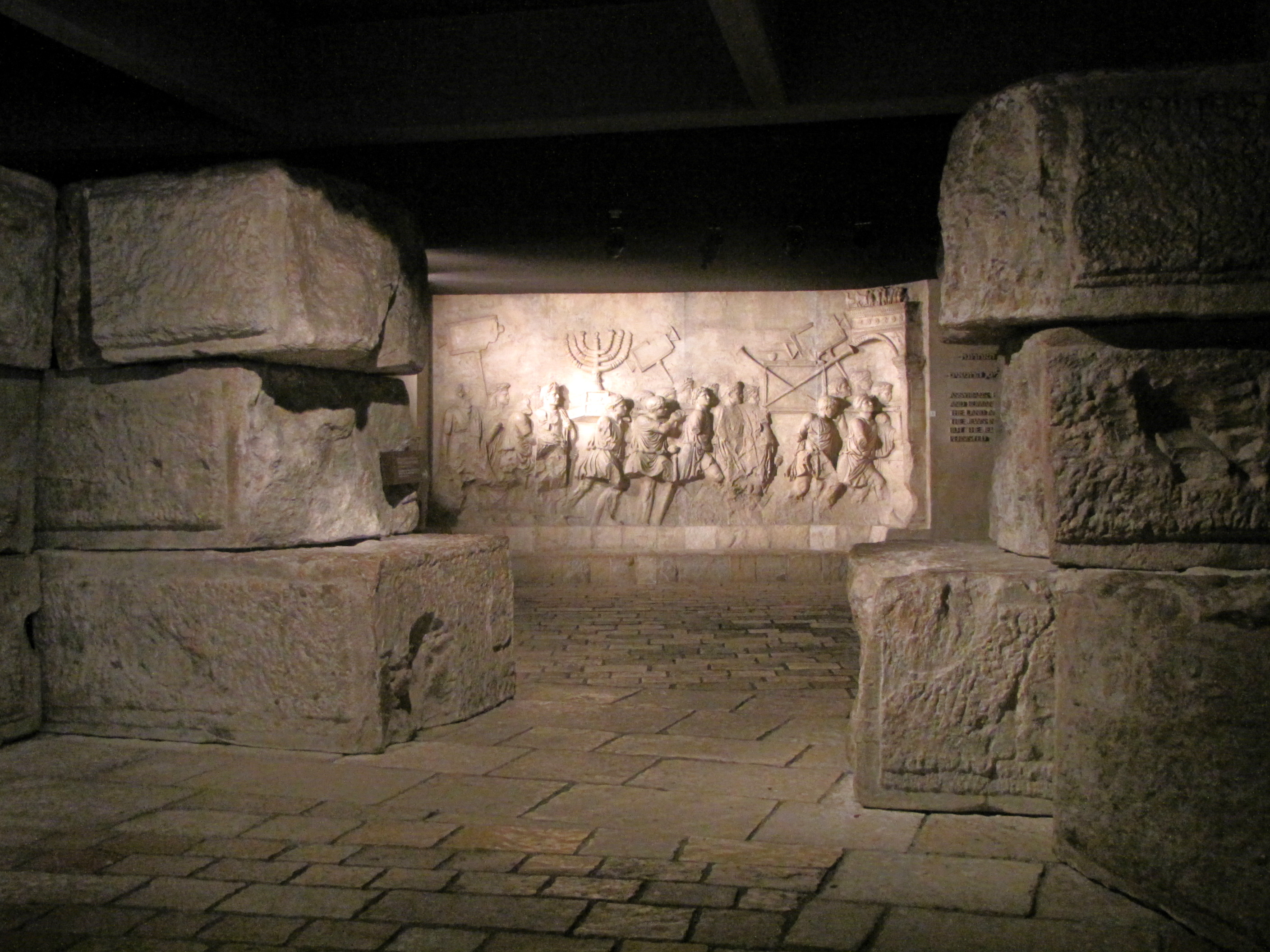
Dans l'ancien musée, l'exposition commençait par une reproduction de l'arc de Titus de Rome célébrant la prise de Jérusalem.

### Conception
L'idée de la création du musée revient à Nahum Goldmann, homme politique et président-fondateur du Congrès juif mondial, soucieux de créer une institution muséale célébrant la diaspora juive passée et présente. La décision est prise en 1959.

### Le «musée de la diaspora juive - Nahum-Goldmann»
Le musée ouvre ses portes le 15 mai 1978 sous l'appellation de « musée de la diaspora juive Nahum-Goldmann », en hébreu בית התפוצות, « la maison de la diaspora ».
À cette époque, il est considéré comme l'un des musées les plus novateurs au monde en raison de son utilisation des techniques audiovisuelles et informatiques les plus en pointe.
La configuration de l'exposition permanente du musée se fonde sur l'idée du poète Abba Kovner  d'une mise en scène des lieux divisée en six thèmes ou « portes » portant sur les aspects principaux de la vie juive : famille, communauté, foi, culture, vie et retour.

### Le «musée du peuple juif - ANU»
En 2011, le gouvernement israélien approuve le projet d'extension et d'amélioration du musée en utilisant les nouvelles technologies.
En 2016, le musée acquiert une nouvelle aile abritant plusieurs expositions temporaires tournantes (sur le photographe David Seymour, l'opération Moïse, les héros du peuple juif) et la galerie Halleluya présentant des maquettes de synagogues du monde entier.
En 2021, au bout de dix ans de travaux de rénovation ayant coûté 100 millions de dollars, le musée revient sur le devant de la scène culturelle israélienne sous la nouvelle désignation de « musée du peuple juif - ANU » (en hébreu ANU signifie « nous »). Une cinquantaines de conservateurs, universitaires et experts ont été consultés de façon à assurer une représentation équitable des courants religieux, ethnies et sexes tout en évitant les questions délicates comme qui est juif.

### Les quatre ailes thématiques de l'espace d'exposition
Divisé en quatre parties, l’espace d’exposition « met en évidence les œuvres créatives et les richesses culturelles d’une variété de communautés juives à différentes périodes de l’histoire », fait savoir le site officiel du musée.
La première aile, baptisée « La Mosaïque », brosse le tableau des expressions de l’identité et de la culture juives. La deuxième aile, « Le Voyage », est consacrée à l’histoire : périodes de prospérité et de dialogue culturel, périodes de pogroms et de persécutions. La troisième aile, « Les Fondements », explique le socle idéologique de l’existence juive : d'une part les éléments proprement juifs (Shabbat, Alliance, cycle de l’année , etc.), d'autre part les éléments ayant une dimension universelle comme la Bible et son impact sur les cultures du monde. La quatrième partie, intitulée « Alléluia ! », exhibe une vingtaine de maquettes de synagogues à travers lesquelles sont décrits différents éléments de la vie juive (événements sociaux, étude, culte, mariage, bar-mitsvah et bat-mitsvah, collectes de charité).

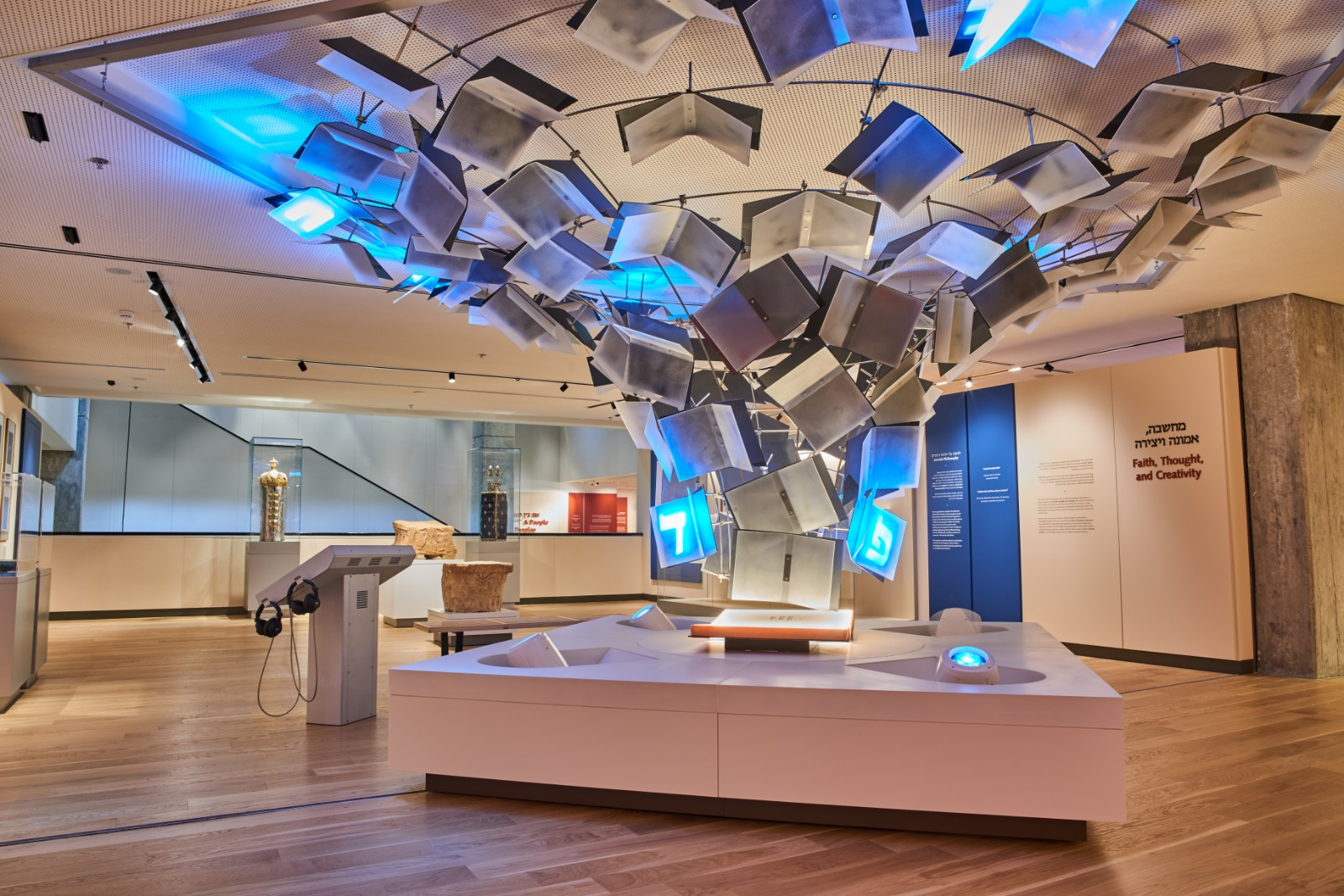
Aile des fondations.
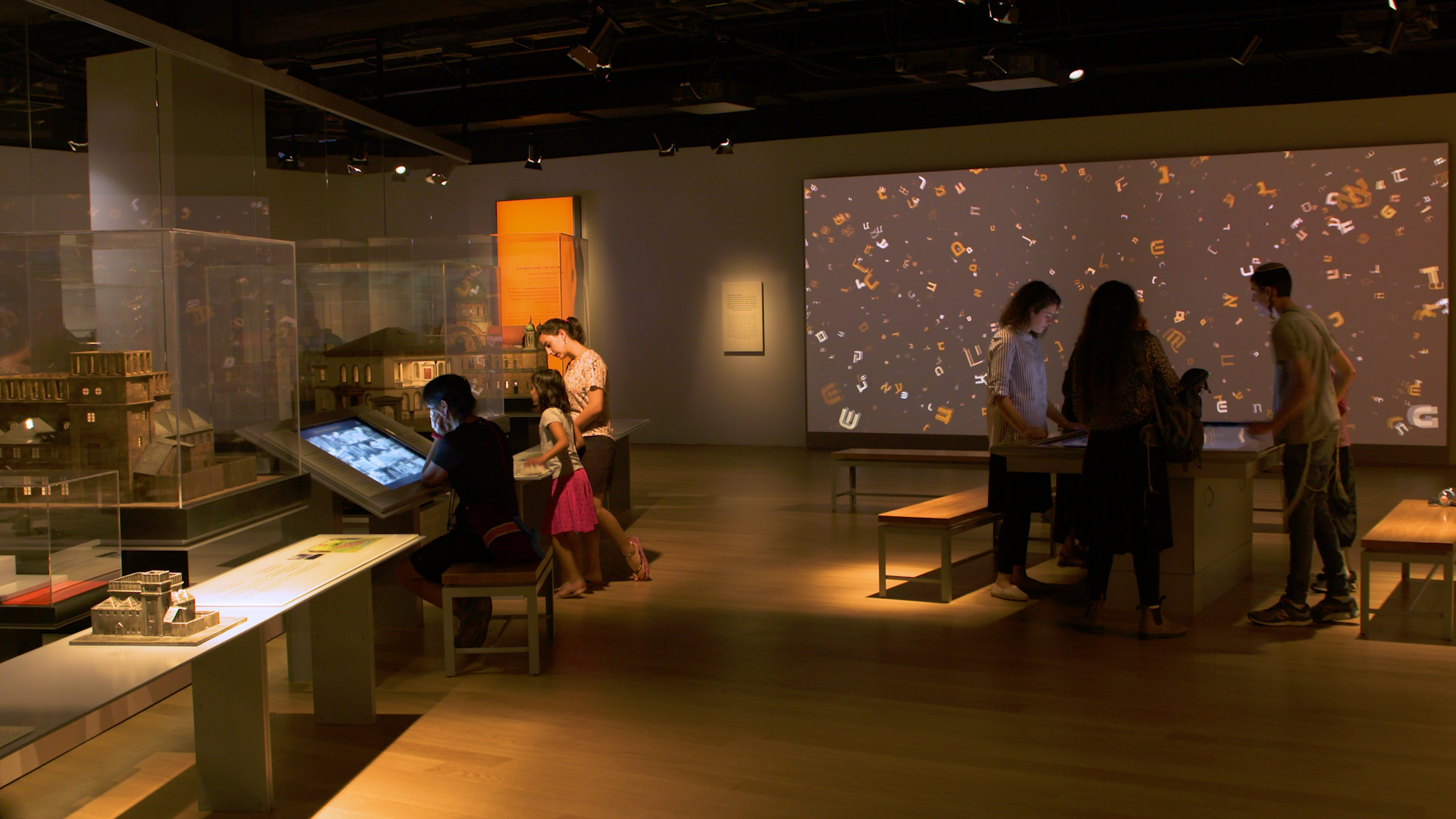
Aile des synagogues.